# Tenaga nigripunctella
Tenaga nigripunctella är en fjärilsart som beskrevs av Adrian Hardy Haworth 1828. Tenaga nigripunctella ingår i släktet Tenaga och familjen äkta malar. Inga underarter finns listade i Catalogue of Life.